# Mesopleustes abyssorum
Mesopleustes abyssorum är en kräftdjursart som först beskrevs av Stebbing 1888.  Mesopleustes abyssorum ingår i släktet Mesopleustes och familjen Pleustidae. Inga underarter finns listade i Catalogue of Life.